# Constitución de Uruguay de 1997
La Constitución de la República Oriental del Uruguay de 1997 es el texto constitucional actualmente vigente en Uruguay. 
Se la suele conocer también como Constitución de 1996, pues la misma fue sometida a la consideración de la ciudadanía en un plebiscito el 8 de diciembre de 1996; como el resultado del mismo fue casi empatado, el proceso de recuento de votos observados abarcó hasta bien entrado el verano de 1997, en que finalmente esta reforma constitucional quedó firme. Sin perjuicio de que hubo otra reforma posterior en 2004, la "reforma del agua".
Se discute si es una Constitución nueva o una reforma; en realidad es la Constitución de la República Oriental del Uruguay de 1967 con las modificaciones plebiscitadas el 26 de noviembre de 1989, el 26 de noviembre de 1994, el 8 de diciembre de 1996 y el 31 de octubre de 2004. Como se entiende que la reforma de 1996 fue muy importante por modificar los ciclos electorales, por sencillez se habla de la Constitución de 1997.

## Antecedentes
Ya desde inicios de la década de 1990, se venía hablando de reformar la Constitución de 1967, con vistas a lograr un candidato único por partido en las elecciones. En 1994 estuvo a punto de lograrse un consenso para una reforma, que por poco se malogró. Finalmente, durante la segunda presidencia de Julio María Sanguinetti, se convocó a los líderes de los partidos Blanco, Colorado, Nuevo Espacio y Frente Amplio; este último no participó del acuerdo, aunque Danilo Astori estuvo siempre proclive a lograr entendimientos.
La campaña previa al plebiscito constitucional, se polarizó como a favor o en contra de "conservar el statu quo", o al decir de otros, todo era cuestión de "permitir o impedir que ganase el Frente Amplio". Lo cierto, es que el panorama era mucho más complejo: había pequeños caudillos políticos de los propios partidos tradicionales, habituados a aprovechar el doble voto simultáneo, que veían en la nueva Constitución una amenaza a sus intereses; un notorio ejemplo fue el difunto intendente nacionalista de Cerro Largo Villanueva Saravia, que se opuso de manera contundente a esta reforma.

## Características
En términos generales, mantiene la esencia de la Constitución de 1967. Inclusive, respeta en su casi totalidad la numeración del articulado original. Es por eso que se considera más bien una reforma constitucional, y no una nueva Constitución. No obstante, de las 4 reformas a la Constitución de 1967 plebiscitadas entre 1989 y 2004, la de 1996 fue la más ambiciosa en su alcance (las otras tres reformas, se limitaron en cada caso a modificar apenas uno o dos artículos).
La característica más notoria y destacable, es la modificación que introduce al calendario electoral: 
- introduce por primera vez las elecciones primarias (aunque en el texto son incorrectamente llamadas elecciones internas), en las cuales cada partido elige su candidato único a la Presidencia;
- celebración de elecciones presidenciales y parlamentarias en octubre;
- celebración en noviembre de una segunda vuelta o balotaje entre los dos candidatos más votados, si ninguno de los dos obtiene la mayoría absoluta;
- separación en el tiempo de las elecciones municipales, que se celebran en mayo del año siguiente a las elecciones presidenciales.

Otras modificaciones trascendentes:
- hace más ejecutiva la gestión de gobierno, al reducir plazos de que dispone el Parlamento para expedirse respecto de varias prerrogativas presidenciales; también modifica las mayorías necesarias para frenar la acción del Poder Ejecutivo; así, por ejemplo, antes había disposiciones que se referían a los votos de la Asamblea General, ahora se refieren a "cada una de las cámaras";[5]
- prevé mecanismos de descentralización de la gestión territorial, se le otorgan mayores poderes y autonomía financiera a los gobiernos departamentales,[6] e institucionaliza al Congreso Nacional de Intendentes;
- incluye la protección del medio ambiente.

## Consecuencias
Los partidos tradicionales estaban largamente habituados a presentar múltiples candidatos a la Presidencia, en virtud de la (ahora perimida) ley de lemas. A partir de la implementación de las elecciones internas, los partidos comenzaron a vivir cambios organizativos, lo cual fue patente ya en las primeras elecciones nacionales celebradas tras esta reforma.
El balotaje, por su parte, fue severamente cuestionado desde filas de la izquierda, como un intento para frenar el acceso del Frente Amplio al poder. El Partido Nacional por su parte convocó a la mayoría de la oposición, con lo cual se dice que esta Constitución "provoca un efecto de balotaje anticipado". Hay, incluso, quienes señalan que esta reforma ha tenido la rara virtud de forzar un nuevo estilo de bipartidismo. Lo cierto es que al interior de los partidos tradicionales, cambió sustancialmente el mapa de alianzas políticas, sobre todo después de cada elección interna ante la imperiosa necesidad de lograr acuerdos unánimes de cara a los comicios de octubre.
Y las elecciones departamentales separadas en el tiempo, significaron una apreciación por parte de la ciudadanía de lo que sucede en cada departamento. Antes, como además era obligatorio sufragar a candidatos nacionales y departamentales del mismo partido, era difícil definir "quién era el dueño de los votos"; pero ahora se "desengancharon" los caudillos políticos locales del curso de las elecciones a nivel nacional. En otras palabras, hay quienes ven un incremento de la "volatilidad" del voto a nivel de elecciones departamentales, dependiendo a su vez de las características políticas de cada departamento en particular.
Por su parte, la prerrogativa de enviar proyectos de ley "de urgente consideración" le está imprimiendo velocidad a la actuación parlamentaria, obligando a las cámaras a discutir y aprobar (o rechazar) dichos proyectos en plazos reducidos. Tal vez el ejemplo más polémico al respecto sea la aprobación de la Ley de Urgente Consideración n.º 19 889, del año 2020, lo que motivó la recolección de firmas por parte de varios opositores para convocar a un referéndum en contra de 135 artículos de la misma.